# Eupithecia extremata
Eupithecia extremata é uma espécie de insetos lepidópteros, mais especificamente de traças, pertencente à família Geometridae.
A autoridade científica da espécie é Johan Christian Fabricius, tendo sido descrita no ano de 1787.
Trata-se de uma espécie presente no território português.